# Transistor Blast: The Best of the BBC Sessions
Transistor Blast: The Best of the BBC Sessions (1998) è una compilation degli XTC.

## Il disco
Il cofanetto raccoglie i due CD precedentemente pubblicati dal titolo Drums and Wireless: BBC Radio Sessions 77-89 (sul primo CD) e BBC Radio 1 Live in Concert (sul quarto CD), più altre sedute di registrazione per gli spettacoli radiofonici di John Peel e David Jensen per la BBC, il primo BBC In Concert nella sua interezza, più tre brani selezionati dal secondo BBC In Concert, ultima esibizione dal vivo di Barry Andrews con il gruppo. La prima traccia del primo CD è in realtà una imitazione di John Peel da parte di Andy Partridge.

Questo cofanetto è stato pubblicato il 16 novembre 1998, solo due mesi prima della pubblicazione di Apple Venus Volume 1.

Non esiste una versione in vinile di questa raccolta.

## Tracce

### CD 1
1. Opening Speech (Andy Partridge) – 0:49
2. Life Begins at the Hop (Colin Moulding) – 4:19
3. Scarecrow People (Partridge) – 4:13
4. Seagulls Screaming Kiss Her, Kiss Her (Partridge) – 4:21
5. Ten Feet Tall (Moulding) – 2:53
6. Garden of Earthly Delights (Partridge) – 5:33
7. Runaways (Moulding) – 4:41
8. When You're Near Me I Have Difficulty (Partridge) – 3:07
9. I'm Bugged (Partridge) – 3:34
10. Another Satellite (Partridge) – 4:21
11. You're the Wish You Are I Had (Partridge) – 3:24
12. Crosswires (Moulding) – 2:10
13. Roads Girdle the Globe (Partridge) – 5:03

### CD 2
1. No Thugs in Our House (Partridge) – 5:23
2. One of the Millions (Moulding) – 4:26
3. Real by Reel (Partridge) – 3:48
4. The Meeting Place (Moulding) – 3:08
5. Meccanic Dancing (Oh We Go!) (Partridge) – 2:36
6. Poor Skeleton Steps Out (Partridge) – 3:27
7. Into the Atom Age (Partridge) – 2:27
8. The Rhythm (Moulding) – 2:55
9. This World Over (Partridge) – 4:33
10. Snowman (Partridge) – 4:42
11. Dance Band (Moulding) – 2:40
12. Making Plans for Nigel (Moulding) – 4:06
13. Jason and the Argonauts (Partridge) – 5:42

### CD 3
1. Radios in Motion (Partridge) – 3:21
2. Crosswires (Moulding) – 2:06
3. Science Friction (Partridge) – 3:34
4. Statue of Liberty (Partridge) – 2:58
5. The Rhythm (Moulding) – 2:55
6. I'll Set Myself on Fire (Moulding) – 3:27
7. New Town Animal in a Furnished Cage (Partridge) – 1:55
8. All Along the Watchtower (Bob Dylan) – 5:58
9. Beatown (Partridge) – 3:24
10. This Is Pop? (Partridge) – 2:37
11. Dance Band (Moulding) – 2:49
12. Neon Shuffle (Partridge) – 4:32

### CD 4
1. Life Begins at the Hop (Moulding) – 3:55
2. Burning With Optimism's Flame (Partridge) – 4:29
3. Love at First Sight (Moulding) – 3:03
4. Respectable Street (Partridge) – 3:52
5. No Language in Our Lungs (Partridge) – 4:58
6. This Is Pop? (Partridge) – 2:49
7. Scissor Man (Partridge) – 4:58
8. Towers of London (Partridge) – 5:13
9. Battery Brides (Partridge) – 7:20
10. Living Through Another Cuba (Partridge) – 3:29
11. Generals and Majors (Moulding) – 4:37
12. Making Plans for Nigel (Moulding) – 4:21
13. Are You Receiving Me? (Partridge) – 3:16